# Чорний пояс (бойові мистецтва)

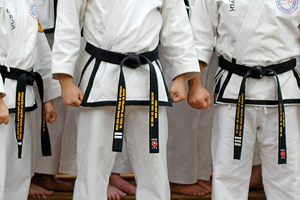
Чорні пояси 1-го, 2-го і 3-го данів у тхеквондо

Чорний пояс — синонім звання Дан в японських і корейських бойових мистецтвах. Володар цього звання у більшості бойових мистецтв має елементом одягу для занять пояс чорного кольору. У деяких бойових мистецтвах пояси не використовують, але вираз «чорний пояс» вживають поряд зі словом дан.
Чорні пояси для володарів майстерських ступенів ввів засновник дзюдо Кано Дзіґоро у 1886 році. Тоді пояса ще не були схожі на сучасні, оскільки тоді ще не був створений спеціальний одяг для занять бойовими мистецтвами. Учні в той час займалися в додзьо в повсякденному кімоно, і перші чорні пояси були звичайними обі для кімоно. Тільки в 1907 році Кано ввів сучасне дзюдогі і сучасні пояси, різних кольорів для кю і данів, відповідно.